# Étriac
Étriac is een gemeente in het Franse departement Charente (regio Nouvelle-Aquitaine) en telt 177 inwoners (2004). De plaats maakt deel uit van het arrondissement Angoulême.

## Geografie
De oppervlakte van Étriac bedraagt 9,7 km², de bevolkingsdichtheid is 18,2 inwoners per km².
De onderstaande kaart toont de ligging van Étriac met de belangrijkste infrastructuur en aangrenzende gemeenten.

## Demografie
Onderstaande figuur toont het verloop van het inwonertal (bron: INSEE-tellingen).